# 劉小萌
劉小萌（1952年3月3日—），中國歷史學家，專門研究清代滿族史和文革年代知青上山下鄉歷史，現為中国人民大学清史研究所满文文献研究中心兼职教授、中国社会科学院研究生院近代史系博士生导师。

## 教育簡歷
1978年9月考入河北大学历史系本科。1982年9月考入中央民族学院历史系研究生，师从王锺翰，攻读清史、满族史专业，1985年7月获硕士学位。同年入中国社会科学院近代史所从事研究工作。1986年7月，考入中国社会科学院研究生院攻读元明清史专业，师从蔡美彪，1989年12月获博士学位。1985年至1991年任助理研究员；1991年—1997年任副研究员；1997年至今，任研究员，兼中国社会科学院研究生院近代史系博士生导师。曾任日本东北学院大学文学部、早稻田大学文学部、台湾东吴大学历史系客座教授，法国高等社会科学院中国近现代中心、台湾中央研究院近代史所等单位访问学者。

## 家庭背景
母親的雙親（即姥爺、姥姥）以上，都是正宗的「老北京」旗人，姥姥留下的諸多滿語、滿俗被逐漸喚醒，兒時記憶益發鮮活。通過研究，不斷加深對先輩事蹟的認知，學術工作從此賦予了更深一層的涵義，這也是他在《清代北京旗人社會》後記中自詡為「半個旗人」的原因。

## 人物傳記
1952年3月3日生于北京。1968年8月北京景山学校初中毕业，到内蒙古锡林郭勒盟东乌旗沙麦公社插队落户，后上技校当工人。14歲時，文革爆發停課。兩年後，他從北京下放到內蒙古牧區，放了五年羊後又當農民工人，十年間始終無法接受正規教育，沒學過理科，所以大學只能考文科。文革結束後恢復高考，已25歲。他在文革時厭惡政治，所以那時選了文科中距政治較遠的歷史。
河北大學大四時，拜中國第一歷史檔案館滿文部劉景憲教授為師，在私塾式環境下開始學習滿文，同時研讀有關清史、滿族史的書籍。1982 年大學畢業，劉小萌原想報考中國人民大學清史研究所，但當年它只招收北京籍考生，劉小萌戶籍在河北，無緣報考，故改考中央民族學院歷史系。該校初次招收碩士生，擬招收一名，且需熟通英文。劉教授在小學時學俄語，上大學後繼續深造，但不專精英文，原認為此際已失之交臂，孰知年屆古稀的清史大家王鐘翰正任教該校，聽說劉小萌具備滿文基礎閱讀能力，破例改招 2 名，並將俄語補入招考範圍；因此，他與定宜莊欣然攜手成為王鐘翰的開門弟子。
定宜莊與劉小萌後來分別寫《中国知青史》上部和下部兩本書。定宜莊寫的是《中国知青史--初瀾（1953-1968）》，劉小萌寫的是《中国知青史--大潮（1966-1980）》。兩本書在1998年初版，各有800多頁；2009年再版大幅刪節，各有500多頁。例如初版第五章第四节299-312頁「受迫害问题」在再版刪掉，該節內容整理了女性知青在雲南、內蒙、黑龍江被生產建設兵團、縣政府、公社、大隊的幹部強姦的史料。

## 著作
- 《满族的部落与国家》，吉林文史出版社，1995年（《满族从部落到国家的发展》，辽宁民族出版社2002年第二版，中国社会科学出版社2006年第3版。）
- 《中国知青史》
- 《八旗子弟》，福建人民出版社1996年（辽宁民族出版社2008年插图本，改名《清代八旗子弟》。）
- 《爱新觉罗家族全史》，吉林人民出版社，1997年。
- 《满族的社会与生活》（论文集），北京图书馆出版社，1998年。
- 《中国知青史：大潮》，中国社会科学出版社，1998年。
- 《胥吏》，北京图书馆出版社，1998年。
- 《中国民族文化史图典—东北卷》，广西教育出版社，1999年。
- 《近代旗人史话》，社会科学文献出版社，2000年。
- 《清通鉴·前编》，山西人民出版社，2000年。
- 《中国知青口述史》，中国社会科学出版社，2004年。
- 《正说清朝十二王》，中华书局，2006年4月。
- 《清代八旗子弟》，辽宁民族出版社，2008年3月。
- 《清代北京旗人社会》，中国社会科学出版社，2008年8月。
- 《旗人史话》，社会科学文献出版社，2011年5月。

## 引用文獻
1. 1 2  中国人民大学清史研究所. . 中国人民大学清史研究所. 2013-04-07  [2020-04-11]. （原始内容存档于2020-04-11）.
2. 1 2 3 4 5  許富翔. . 台灣中央研究院《明清研究通訊》. 2013  [2020-04-11]. （原始内容存档于2020-04-11）.

## 外部連結
- 知青代言人劉小萌說出你的故事 （页面存档备份，存于）
- 刘小萌：不要美化“上山下乡”